# Steilheit
Der Begriff Steilheit wird in der Technik häufig für den Anstieg einer Kennlinie verwendet. Mathematisch betrachtet ist die Steilheit die Steigung beziehungsweise der Differenzenquotient der Kennlinie oder Kurve. Der Anstiegswinkel der Kennliniendarstellung ist dagegen abhängig von den Maßstäben der Koordinatenachsen.

## Steilheit einer (gesteuerten) Elektronenröhre

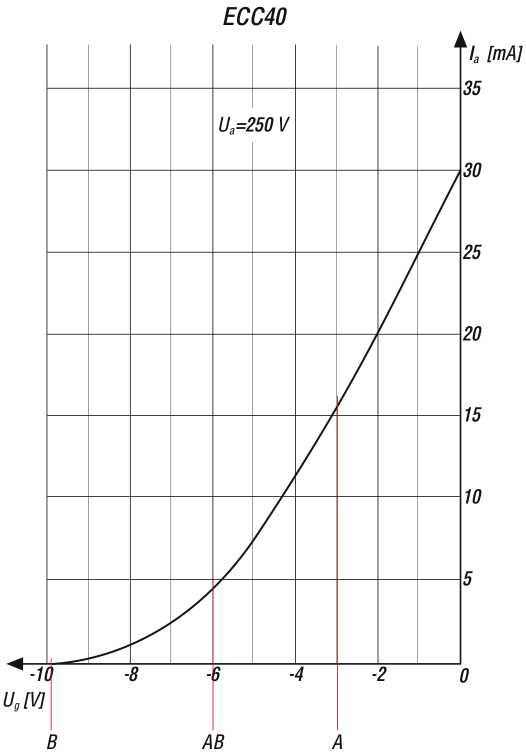
Kennlinie einer Verstärkerröhre in verschiedenen Arbeitspunkten

Die Steilheit {\displaystyle S} gesteuerter/verstärkender Elektronenröhren (d. h. Trioden, Tetroden, Pentoden) beschreibt die Änderung des Anodenstroms {\displaystyle I_{a}} bei Änderung der Gitterspannung {\displaystyle U_{g}} (bei gleichzeitig konstanter Anodenspannung {\displaystyle U_{a}}). Die übliche Einheit ist mA/V, im Diagramm rechts sind es über weite Bereiche (−4 V...0 V) ziemlich genau 5 mA/V.
Zusammen mit dem differentiellen Innenwiderstand {\displaystyle R_{i}} der Röhre (der Verringerung des Anodenstroms bei Verringerung der Anodenspannung) und der Größe des Arbeitswiderstands {\displaystyle R_{a}} ergibt sich der Verstärkungsfaktor einer Röhrenstufe in Kathodenbasis-Schaltung.
So ergibt eine Pentoden-Verstärkerschaltung in Kathoden-Basis-Schaltung (dem Äquivalent der Emitterschaltung bipolarer Transistoren)
- mit einer Steilheit {\displaystyle S} von 5 mA/V (Anodenstrom fällt um 5 mA pro Volt Gittervorspannung)
- und einem differentiellen Innenwiderstand von {\displaystyle R_{i}} = 40 kOhm (Anodenstrom fällt um 1 mA bei Verringerung der Anodenspannung um 40 Volt)
- an einem Arbeitswiderstand {\displaystyle R_{a}} von 10 kOhm

eine Spannungsverstärkung von
{\displaystyle V={\frac {S\;R_{i}R_{a}}{R_{i}+R_{a}}}=40}.
Siehe auch: Barkhausensche Röhrenformel und Transkonduktanz.

## Steilheit eines Feldeffekttransistors
Der Feldeffekttransistor (als mittlerweile mit Abstand häufigstes Bauelement) verhält sich äquivalent zu den (mittlerweile fast ausgestorbenen) Elektronenröhren, auch wenn die internen Wirkungsmechanismen etwas abweichen.
Es gelten die gleichen Formeln, wenn man Kathode durch Source, Anode durch Drain und Gitter durch Gate ersetzt. Als Indices werden Großbuchstaben verwendet,
so werden aus {\displaystyle k}, {\displaystyle a} und {\displaystyle g} die Indices {\displaystyle S}, {\displaystyle D} und {\displaystyle G}.
Weiterhin ist die Nomenklatur bei Feldeffekttransistoren sauberer: Bei Spannungen wird angegeben, zwischen welchen Elektroden sie anliegen, so wird aus der Gitterspannung {\displaystyle U_{g}} die Gate-Source-Spannung {\displaystyle U_{GS}}.
Die Steilheit {\displaystyle S} eines Feldeffekttransistors beschreibt die Änderung des Drainstroms {\displaystyle I_{D}} bei Änderung der Gate-Source-Spannung {\displaystyle U_{GS}} (bei gleichzeitig konstanter Drain-Source-Spannung {\displaystyle U_{DS}}). Die übliche Einheit auch hier ist mA/V, bei Leistungs-Feldeffekttransistoren auch A/V.
Die Barkhausensche Röhrenformel gilt nach Umbenennung der Indices genauso für Feldeffekttransistoren (und für alle anderen spannungsgesteuerten Bauelemente oder Schaltungen).
Ein Feldeffekttransistor in Sourceschaltung mit gleicher Steilheit von 5 mA/V, gleichem Innenwiderstand von 40 kOhm an einem Arbeitswiderstand von 10 kOhm ergibt auch eine Spannungsverstärkung von 40.

## Elektrochemie
In der Elektrochemie ist die Elektrodensteilheit eine Kenngröße von Messelektroden.
Sie gibt an, wie groß die gemessene Spannungsänderung bei der Änderung der Konzentration eines Analyten um eine dekadische Größenordnung (101) ist.
Nach der Nernst-Gleichung beträgt sie bei 25 °C idealerweise 59,159... mV pro Dekade (bei Reaktionen mit Ein-Elektronen-Transfer):
{\displaystyle \Delta U={\frac {k_{B}\cdot T}{e}}\ln 10={\frac {1{,}38064\ 910^{-23}\mathrm {J/K} \cdot 298{,}15\ \mathrm {K} }{1{,}60217\ 6634\cdot 10^{-19}\mathrm {As} }}\ln 10\ \approx \ 59{,}15935\ \mathrm {mV} }
mit
- der Boltzmannkonstante {\displaystyle k_{B}}
- der absoluten Temperatur {\displaystyle T}
- der Elementarladung {\displaystyle e}
- dem natürlichen Logarithmus {\displaystyle \ln }.

Bei einem Zwei-Elektronen-Transfer halbiert sich der Wert auf 29,58 mV bzw. 29,58 mV/pH, jeweils bei 25 °C bzw. 298,15 K.
Standardelektroden erreichen heute etwa eine Steilheit von 59 mV pro Größenordnung über weite Konzentrations- bzw. pH-Bereiche.

## Mathematik
In der Mathematik wird der Begriff Steilheit einer Wahrscheinlichkeitsdichtefunktion oder anderer Verteilungsfunktionen manchmal
benutzt, um deren „Spitzigkeit“ zu charakterisieren, siehe Wölbung (Statistik).